# Centropyge hotumatua
Centropyge hotumatua е вид бодлоперка от семейство Pomacanthidae. Видът не е застрашен от изчезване.

## Разпространение и местообитание
Разпространен е в Питкерн, Френска Полинезия и Чили (Великденски остров).
Обитава скалистите дъна на морета и рифове. Среща се на дълбочина от 14 до 25 m, при температура на водата около 22,1 °C и соленост 35,5 ‰.

## Описание
На дължина достигат до 10 cm.
Популацията на вида е стабилна.